# Andrzej Bogdan Jędraszko
Andrzej Bogdan Jędraszko (ur. 1 kwietnia 1928 w Warszawie, zm. 19 września 2011) – polski planista przestrzenny oraz specjalista w regulacjach i strukturach instytucjonalnych gospodarki przestrzennej, rozwoju i zarządzaniu na szczeblu lokalnym, regionalnym i krajowym, ochronie środowiska w gospodarce przestrzennej, mieszkalnictwie i na transporcie miejskim. 

## Życiorys
Urodził się w rodzinie nauczycielskiej. Podczas Powstania warszawskiego został wywieziony do obozu przejściowego w Pruszkowie/Żbikowie. Do zniszczonej Warszawy powrócił w marcu 1945, gdzie na jesieni zapisał się do reaktywowanego właśnie Gimnazjum im. A. Mickiewicza na Saskiej Kępie.
W 1946 ukończył Liceum Ogólnokształcące im. A Mickiewicza w Warszawie, a następnie Szkołę Główną Planowania i Statystyki (1952) oraz Studium Planowania Przestrzennego przy Wydziale Architektury Politechniki Warszawskiej (1950). Doktorat na Politechnice uzyskał w 1978. Po wyjeździe za granicę ukończył Universitè de Paris VIII, Institute d'Urbanisme w 1982. Ukończył też studia na University of Michigan w zakresie języka angielskiego (1963).
W listopadzie 1981 wyjechał do Meksyku na zaproszenie G. Valnera Onjasa, wiceministra do spraw osiedli ludzkich (SAHOP), gdzie pełnił funkcję doradcy wiceministra oraz wykładowcy problematyki osiedli ludzkich (szeroko rozumianej) dla personelu SAHOP.
Autor i współautor wielu prac badawczych i projektowych (m.in. planowania aglomeracji miejskich w Polsce) oraz 15 książek dotyczących gospodarki przestrzennej w Niemczech i UE) oraz wielu innych publikacji. Doradca instytucji krajowych i zagranicznych, ekspert ONZ i UE. Inicjator i manager projektów międzynarodowych, członek międzynarodowych komisji i delegat rządu polskiego na Światową Konferencję w sprawie Osiedli Ludzkich (Vancouver 1976) oraz współinicjator utworzenia nowej agencji ONZ pod nazwą UN Centre for Human Settlements.

## Sprawowane funkcje
- Ekspert UN/UNDP od 1964 roku.
  - doradcy ds. planowania przestrzennego i mieszkalnictwa przy Głównym Urbaniście Karachi Development Authority (Pakistan). Między innymi sporządził plan regionu Karachi w Pakistanie (12 milionów mieszkańców), wraz ze sformułowaniem i uzgodnieniem jego koncepcji oraz finansowania projektu. Został mianowany w 1968 roku managerem utworzonego projektu z ramienia ONZ a w październiku 1977 został wybrany na stanowisko wiceprzewodniczącego UN Commission on Human Settlements, złożonej z przedstawicieli 58 państw, powołanej przez Zgromadzenie Ogólne ONZ. Funkcje te autor pełnił przez dwa lata (1977-79) będąc referentem na I Sesji (Nowy Jork) i generalnym sprawozdawcą na II (Nairobi) oraz członkiem Biura na III (Meksyk),
  - brał udział w misjach ONZ w szczególności przewodniczenia misji ONZ na Cyprze (Nikozja w 1982 roku, mającej na celu zainicjowanie procesu zjednoczenia podzielonej wyspy i strzeżonej przez siły ONZ

- Indywidualny ekspert w zakresie: zarządzania sektorem publicznym, struktur instytucjonalnych w gospodarce przestrzennej, rozwoju regionalnego, transportu (zwłaszcza miejskiego), ochrony środowiska oraz mieszkalnictwa.

### Pozostałe funkcje
- Biuro Urbanistyczne Warszawy (później CBPAiB), Pracownia Planu Ogólnego 1951-54 oraz 1956-60
  - Projektant, następnie kierownik Zespołu Programowania (dziś powiedzielibyśmy: programowania rozwoju lub strategii rozwoju).
  - Współautor Planu Generalnego Warszawy (1957), planów perspektywicznych i etapowych W-wy oraz planów kierunkowych Warszawskiego Zespołu Miejskiego.
  - Współautor studiów pilotażowych, referent i koreferent na pokazach planów urbanistycznych „Arsenał".

- Polska Grupa Urbanistyczna w Korei (Czon-Dzin, Korea Pln.), 1954-55
  - Ekspert ds. programowania rozwoju.

- Komitet Urbanistyki i Architektury (później także Budownictwa - KBUA)
  - Koreferent z ramienia KUA planów ogólnych (perspektywicznych i etapowych) dużych polskich miast (m.in. Wrocławia, Szczecina, Krakowa, Częstochowy, Bydgoszczy, Koszalina, Katowic, Rzeszowa, Łodzi) oraz kilku planów regionalnych (zwłaszcza Górnośląskiego Okręgu Przemysłowego).
- Ministry of Municipalities (Bagdad, Irak), 1961-63
  - Chief Engineer, później acting Director, Dpt. of Coordination.- współudział w sporządzaniu planów ogólnych (master plans) dużych miast irackich (Basry, Mosulu, Kerbali, Ramadi itp.) oraz kilku planów szczegółowych (miejscowych), autor koncepcji planu regionalnego Południowej Pustyni w Iraku.
- Zarząd m st. Warszawy, Pracownia Urbanistyczna przy Wydz. Architektury, Nadzoru Budowlanego i Geodezji – WANBiG - (1964-65)
  - Kierownik Zespołu Programowania i Planu Regionalnego (Pracownia była jednostką sztabową Naczelnego Architekta Warszawy)

- Przedsiębiorstwo "POLSERVICE"
  - Członek grupy negocjatorów ds. umowy z władzami Iraku dotyczącej sporządzenia planu zagospodarowania przestrzennego stolicy Iraku - Bagdadu (1965). Cześć przedstawicieli strony polskiej próbowała zerwać pertraktacje. Umowa została ostatecznie podpisana, a sporządzenie planu powierzono przedsiębiorstwu Miastoprojekt Kraków. Prace objęły także projekty niektórych pałaców Sadama Al Husseina.
- UN/UNDP (Karachi, Pakistan) 1965 - 72
  - UN Expert on planning and housing to the Chief Planner, Karachi Development Authority,
  - Chief Adviser on urban development and regional planning to the Government of Pakistan,
  - UN Project Manager for the "Master Plan for Karachi Metropolitan Region". National Pilot Project No 3. UNDP/Government of Pakistan (od 1968).
- Instytut Kształtowania Środowiska (Warszawa), 1973-1981
  - Kierownik Projektu "Planowanie Aglomeracji Miejskich w Polsce".
- Wydział Architektury Centrum planowania dla krajów rozwijających się (UN sponsored) w Szczecinie oraz Studium Planowania Przestrzennego w W-wie.
  - Wykładowca w zakresie planowania zagospodarowania przestrzennego.

- Secretaria de Asentamientos Humanos y Obras Publicas - SAHOP (Mexico City, Mexico) 1981-82
  - Doradca Wiceministra ds Osiedli Ludzkich w zakresie polityki rozwoju osiedli ludzkich oraz doradztwo kierownictwu poszczególnych departamentów; Przeprowadzenie seminarium dotyczącego planowania obszarów metropolitalnych, Koncepcja studium porównawczego dotyczącego rozwoju urbanistycznego w państwach Ameryki Łacińskiej.
- Informationszentrum Raum und Bau (Stuttgart, RFN), 1983
  - Ekspert ds. systemów informatycznych w krajach rozwijających się. Opracowanie koncepcji banku danych w zakresie mieszkalnictwa, budownictwa i planowania przestrzennego w krajach rozwijających się oraz wdrożenie projektu pilotażowego. Projekt został zrealizowany we współpracy z UNCHS w Nairobi.
- Stadtverwaltung Stuttgart. Amt fur Stadtplanung, (1983-84)
  - Planista miejski - Przygotowanie ekspertyzy „Propozycji dotyczących poprawy planowania miasta i obszaru metropolitalnego Stuttgartu".
- Stuttgart, RFN, (1984 - 97)
  - Konsultant ds. planowania urbanistycznego i regionalnego - Współpraca z Bundesminmisterium fur Raumordnung, Bauwesen und Stadtebau w Bonn oraz Stadtverwaltung Stuttgart m.in. opracowanie projektu raportu rządu RFN dotyczącego działań w czasie Roku Bezdomnych oraz broszury informacyjnej HABITATU (wspólnie z Z. Wolakiem) pt. United Nations Centre for Human Settlements (1987) finansowanej przez rząd RFN.
- UN/UNDP - Advisory assistance to Poland (Umbrella Project) – TOKTEN (Transfer of knowledge/know how through expatriate nationals), 1993 - 97
  - Doradca nowo powstających samorządów w Polsce, w szczególności samorządu warszawskiego i Unii Metropolii Polskich,
  - Konsultant w zakresie planowania przestrzennego (10 misji doradczych w kraju).
- Program rządu niemieckiego TRANSFORM, 1991-97
  - Inicjator i realizator 11 czterodniowych seminariów informacyjnych dla samorządu łódzkiego (9 w RFN i 2 w Łodzi)- powstało 5 książek dotyczących samorządu niemieckiego oraz seria raportów informacyjno-szkoleniowych.

## Członkostwa honorowe
1. Towarzystwo Urbanistów Polskich, Warszawa
- Członek od 1954 roku. Członek Zarządu 1977-1980. Mianowany członkiem honorowym na XIII Walnym Zjeździe TUP w 2003 roku.

2. Polska Akademia Nauk. Komitet Przestrzennego Zagospodarowania Kraju
- Członek trzech Komisji (1976 -81): rozwoju przestrzennego kraju; planowania regionalnego i tendencji rozwoju międzynarodowego; teorii rozwoju przestrzennego. Autor kilku prac.

3. International Federation for Housing and Planning. The Hague, The Nethelands
- Delegat TUP na kilka Konferencji i autor referatów z tym związanych. Członek Zarządu z ramienia TUP: 1978-1981;

4. UN Economic Commission for Europę. Genewa, Szwajcaria
- Członek Grupy Ekspertów ds badań miejskich i regionalnych z ramienia Ministerstwa Gospodarki Komunalnej.
- Koordynator i raporter (sprawozdawca) III European Conference on urban and regional research. Warsaw, Poland.

5. The UN World Congress on Human Settlements, Vancouver 1976.
- Członek Grupy Przygotowawczej, współautor (wraz z A. Ciborowskim) Raportu Polskiego na ww. Kongres oraz członek delegacji Rządu Polskiego na ww. Kongres

6. UN Commission on Human Settlements, New York 1977 -1979
- Wiceprezydent Komisji i członek Biura.
- Członek polskiej delegacji rządowej na Konferencje: I (New York), II (Nairobi), III (Mexico City)

7. Joint Meetings of the UNEP and UNCHS Governing Bodies.
- Członek UNCHS Governing Body Ko-autor Raportu "Ten Years after Stockholm"

8. Fundacja "Unia Metropolii Polskich" z siedzibą w Warszawie.
- Reprezentant UMP na terenie Republiki Federalnej Niemiec (1994-98),
- Ekspert ds. samorządu terytorialnego.

9. Europa-Union Deutschland.
- Członek w Kreisverband Stuttgart.

## Wybrane publikacje
- Jędraszko A., Planowanie przestrzenne, Leksykon Ekonomiczny, Państwowa Komisja Planowania Gospodarczego, Warszawa 1980;
- Jędraszko A. B. The shelterless in Pakistani cities, Karachi Development Authority, Hydrology Science Bookstore, Karachi (Pakistan) 1966;
- Jędraszko A., The Karachi waterfront - Problems and solutions, Karachi Port Trust (Pakistan), Karachi 1967;
- Jędraszko A., Problemy demograficzne w rozwoju polskich aglomeracji miejskich, (w) Demografia krajów socjalistycznych, Polskie Towarzystwo Ekonomiczne, Warszawa 1976;
- Jędraszko A. Aglomeracje miejskie w polskiej sieci osadniczej (w) Planirovka gorodskich aglomeracji. Izdatielstwo Zdanie. Moskva 1978 (tekst po rosyjsku);
- Ciborowski A., Jędraszko A., HABITAT, Konferencja ONZ na temat osiedli ludzkich, IPiPP PW, Warszawa 1980;
- Jędraszko A., Plany struktury. Zastosowanie do planowania przestrzennego województw, PWN, Warszawa-Łódź 1981;
- Jędraszko A., Physical planning in Poland: the changing fate of a doctrine, (w) Dilemas in regional planning. Kuklinski A.; Lamboy J.G. (ed.) Mouton Publishers. Berlin - New York - Amsterdam 1983;
- Jędraszko A., Samorząd terytorialny w Niemczech na przykładzie Stuttgartu, UMP, Warszawa- Łódź, 1994 (s. 385);
- Jędraszko A., Zarządzanie mieszkalnictwem i planowanie komunikacji przez samorząd terytorialny w Niemczech na przykładzie Stuttgartu, UMP, Łódź 1996 (s. 279);
- Jędraszko A. Komunalna gospodarka odpadami w Niemczech na przykładzie Stuttgartu. UMP. W-wa 1997 (s. 119);
- Jędraszko A., Planowanie środowiska i krajobrazu w Niemczech na przykładzie Stuttgartu, UMP, Warszawa 1998 (s.165);
- Jędraszko A., Planowanie środowiska w Niemczech na przykładzie Stuttgartu. UMP, Warszawa 1999 (s.367);
- Jędraszko A., Na drodze do zjednoczonej Europy, Akapit - DTP. Warszawa 2001 (s.242);
- Jędraszko A., Unia Europejska - zarys kompetencji i struktury instytucjonalnej (w) Studia polityczne nr 13, Instytut Studiów Politycznych PAN, Warszawa 2002;
- Jędraszko A., Na drodze do zjednoczonej Europy. Wydanie II uaktualnione. Akapit-DTP, Warszawa 2002 (s.400);
- Jędraszko A., Zagospodarowanie przestrzenne w Polsce. Drogi i bezdroża regulacji ustawowych. UMP, Warszawa 2005 (s. 496);
- Jędraszko A. Gospodarka przestrzenna w Polsce wobec standardów europejskich, czyli jak ustanowić dobre prawo dla zrównoważonego rozwoju. Biblioteka Urbanisty T. 13. Urbanista. W-wa 2008;